# Мирамон, Игнасио
Хуа́н Игна́сио Мирамо́н (исп. Juan Ignacio Miramón ; родился 12 июня 2003, Сан-Карлос-де-Боливар) — аргентинский футболист, полузащитник французского клуба «Лилль», выступающий на правах аренды за клуб «Бока Хуниорс».

## Клубная карьера
С 2019 года выступал за футбольную академию клуба «Химнасия и Эсгрима» (Ла-Плата). В августе 2020 года главный тренер клуба Диего Марадона включил Мирамона в состав первой команды для предсезонной тренировки. 30 сентября 2020 года состоялся его неофициальный дебют за команду в товарищеской игре против «Сан-Лоренсо де Альмагро». 19 февраля 2021 года состоялся его официальный дебют за клуб: это был матч против «Тальереса». В марте 2021 года подписал с клубом свой первый профессиональный контракт. 6 апреля 2023 года Мирамон дебютировал в Южноамериканском кубке в матче против перуанского кулба «Университарио».
10 августа 2023 года перешёл во французский клуб «Лилль», подписав пятилетний контракт.

## Карьера в сборной
В 2023 году в составе сборной Аргентины до 20 лет сыграл на молодёжном чемпионате мира.